# Marosoroszfalu
Marosoroszfalu (románul: Rușii-Munții, németül: Russ) falu Maros megyében, Erdélyben, Marosoroszfalu község központja. Az első írásos emlék 1319-ből való.

## Fekvése
A település a Maros partján fekszik, DN15-ös út és a Marosvásárhely-Déda vasútvonal mellett.

## Lakosság
2002-ben a község összes 2252 lakosából 2134 román, 12 magyar, 104 roma, 1 szerb és 1 olasz volt.